# Malé Chyndice
Malé Chyndice, do roku 1948 slovensky Malé Hyndice (maďarsky Kishind nebo Felsőhind), je slovenská obec v okrese Nitra. Nachází se ve východní části pohoří Žitavská pahorkatina, v povodí řeky Žitavy.

## Historie
Malé Chyndice jsou poprvé písemně zmiňovány v roce 1264 jako Hind a tehdy byly místem obývaným královskými rybáři. Od 14. století patřila obec k panství hradu Gýmeš. V roce 1584 byly Malé Chyndice vypleněny Turky a následně dočasně vylidněny. V roce 1787 měla obec 75 domů a 410 obyvatel, v roce 1828 zde bylo 70 domů a 491 obyvatel, kteří byli zaměstnáni jako zemědělci.
V letech 1976 až 1992 byly Malé Chyndice (spolu s Veľkými Chyndicemi) součástí jednotné obce Chyndice.

## Církevní stavby
- pozdně barokní kaple z 18. století
- moderní římskokatolický kostel